# Glaucidium nubicola
Mocho-pigmeu-do-chocó ou caburé-nubícola (Glaucidium nubicola) é uma espécie de ave da família Strigidae. Pode ser encontrada na Colômbia e no Equador.